# ESWAT: Cyber Police
ESWAT: Cyber Police (サイバーポリス) est un jeu vidéo d'action de type run and gun développé et édité par Sega en 1989 sur borne d'arcade. Le jeu a été converti sur Mega Drive, Master System en 1990 et sur Amiga, Atari ST, Amstrad CPC, Commodore 64 et ZX Spectrum en 1991.

## Conversions
Le jeu est sorti en 1990 sur Master System et Mega Drive dans des versions inférieures techniquement à la version arcade. Ses versions sont sorties en Europe sous le titre ESWAT: City Under Siege. Les adaptations sur micros, commercialisées début 1991, ont été réalisées par Creative Materials (Richard Aplin pour les versions 8 et 16 bits) et édité par U.S. Gold.